# Мотодельтаплан

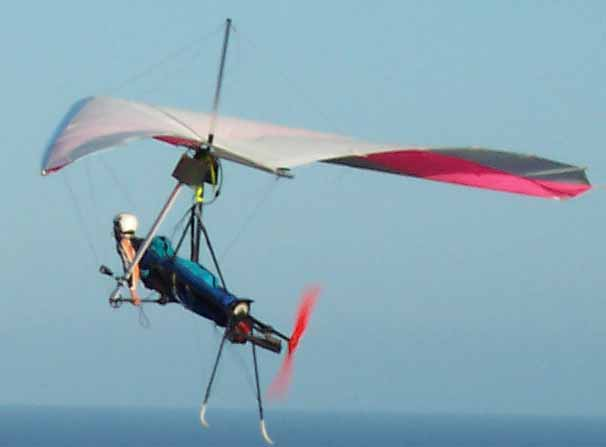

Мотодельтаплан — дельтаплан з підвісним електродвигуном, який встановлюється в ногах дельтапланериста, або кріпиться за його спиною.
Ємність батарей обирають такою, щоб забезпечити підйом дельтаплана на прийнятну для подальшого польоту висоту. Потужність мотора становить близько 1 кВт.